# Regina Maciejewska
Regina Maciejewska (ur. 18 kwietnia 1934 w Dmitrowiczach) – polska polityk, posłanka na Sejm PRL VI kadencji.

## Życiorys
W latach 1947–1949 była harcerką Związku Harcerstwa Polskiego w Gdańsku, a w okresie 1949–1956 działała w Związku Młodzieży Polskiej. Ukończyła studia na Wydziale Budownictwa Lądowego Politechniki Gdańskiej. Posiada tytuł inżyniera budownictwa lądowego. Pracowała w Miejskim Przedsiębiorstwie Gospodarki Komunalnej w Myśliborzu jako inspektor nadzoru i zastępca dyrektora ds. technicznych. W 1962 na własną prośbę oddelegowana do pracy w Myśliborskim Przedsiębiorstwie Budowlanym z siedzibą w Barlinku na stanowisko kierownika budowy (w 1965 uzyskała uprawnienia budowlane). Od 1958 działała w Lidze Kobiet, w której była członkinią Zarządu Powiatowego w Myśliborzu. W latach 1972–1976 pełniła mandat posła na Sejm PRL VI kadencji. Reprezentowała okręg Stargard Szczeciński jako bezpartyjna. Zasiadała w Komisjach: Budownictwa i Gospodarki Komunalnej oraz Prac Ustawodawczych. Była w prezydium Miejskiej Rady Narodowej (przewodnicząca Komisji Budownictwa i Gospodarki Komunalnej) i w Wojewódzkim Komitecie Frontu Jedności Narodu.
W 1969 odznaczona Brązowym Krzyżem Zasługi.